# Desmognathus marmoratus
Desmognathus marmoratus é um anfíbio caudado da família Plethodontidae.